# Private Snafu

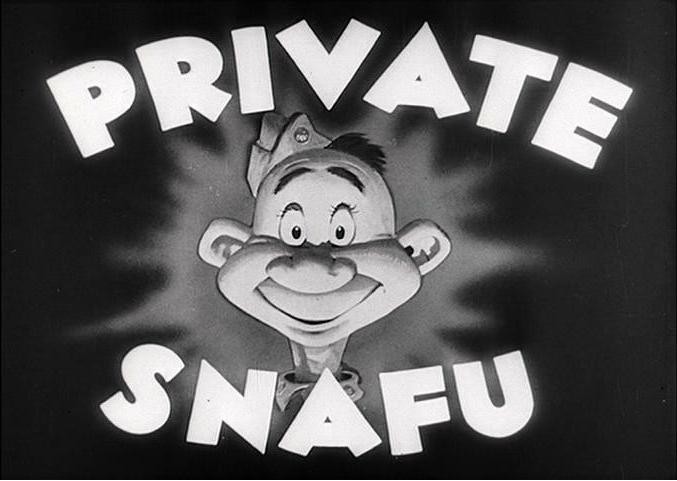
Die Titlecard der Private Snafu-Cartoons

Private Snafu (Soldat Snafu) ist der Titelcharakter einer amerikanischen Cartoonreihe, die in den Jahren von 1943 bis 1945 entstanden ist. Die Cartoons wurden im Rahmen des zweiwöchentlichen Army-Navy Screen Magazine Soldaten vorgeführt.

## Geschichte der Cartoons
Erdacht wurde die Figur von Frank Capra, dem damaligen Chairman der U.S. Army Air Force First Motion Picture Unit. Einige Drehbücher der Cartoons stammen aus der Feder von Dr. Seuss.
Die U.S. Army vergab die Produktion an Leon Schlesinger von den Warner Bros., nachdem die Disney-Studios deutlich teurer waren und das exklusive Eigentum an der Figur und dem Vertrieb sämtlicher Merchandising-Rechte für sich in Anspruch nehmen wollten. Chuck Jones, Friz Freleng, Bob Clampett und Frank Tashlin arbeiteten bei der Produktion der Cartoons als Regisseure.
Gesprochen wurde die Figur von Mel Blanc, der auch andere Figuren der Looney Tunes Cartoons sprach.
Daneben entstand in den UPA-Studios die Reihe A Few Quick Facts. In den 7 Folgen dieser Reihe hatte Private Snafu insgesamt 5 Auftritte. Zudem entstand eine weitere Folge (A Few Quick Facts: Venereal Disease) ohne Snafu 1944 in den Disney-Studios. Diese Folge gilt als verschollen.
Mit Ende des Zweiten Weltkrieges wurde die Snafu-Reihe eingestellt.
Snafu hatte einen Cameo-Auftritt in einer Folge der Serie Animaniacs, weiterhin waren ein paar Sekunden aus einem alten Cartoon in einer Folge von Futurama zu sehen.

## Über Snafu
Der Name Snafu ist ein Akronym für Situation Normal, All Fucked Up (deutsch etwa: „Lage normal, alles im Arsch“). Er ist ein tollpatschiger Soldat, der sehr wenig auf seine Missionen achtet und deshalb immer wieder in Schwierigkeiten gerät. Ihm zur Seite steht hin und wieder die Technical Fairy, die ihm einige Wünsche erfüllen kann, die allerdings meistens in die Hose gehen. Aus dem Cartoon Three Brothers geht hervor, dass er zwei Brüder hat (Tarfu und Fubar), die ebenfalls ihren Dienst an der Front erledigen.

## Die Cartoons

### Private Snafu-Cartoons
- 1943: Coming Snafu
- 1943: Gripes
- 1943: Spies
- 1943: The Goldbrick
- 1943: The Infantry Blues
- 1943: Fighting Tools
- 1943: The Home Front
- 1943: Rumors
- 1944: Booby Traps
- 1944: Snafuperman
- 1944: Private Snafu vs. Malaria Mike
- 1944: A Lecture on Camouflage
- 1944: Gas
- 1944: Going Home (unveröffentlicht)
- 1944: The Chow Hound
- 1944: Censored
- 1944: Outpost
- 1944: Pay Day
- 1944: Three Brothers
- 1944: Target Snafu
- 1944: In the Aleutians - Isles of Enchantment
- 1945: It’s Murder She Says
- 1945: Hot Spot
- 1945: Operation Snafu
- 1945: No Buddy Atoll
- 1945: Private Snafu presents: Seaman Tarfu (als Pilotfilm für eine eigene Tarfu-Reihe geplant)[3]
- 1945: Secrets of the Caribbean (unveröffentlicht, gilt als verschollen)
- 1946: Mop Up (wurde niemals vollendet)

### Few Quick Facts-Auftritte
- 1945: Few Quick Facts about Fear
- 1945: Few Quick Facts about Inflation
- 1945: Few Quick Facts on Weapons of War (verschollener Cartoon)
- 1945: Few Quick Facts: Diarrhea and Dysentera
- 1945: Few Quick Facts: Weapons / USS Iowa

## Gastauftritte
- Animaniacs: Boot Camping
- Futurama: I Dated a Robot

## DVD-Veröffentlichungen
Die Cartoons sind in Amerika Public-Domain-Titel. Eine Veröffentlichung der gesammelten Snafu-Cartoons erschien 1993 bei Bosko Video.
Warner Bros. veröffentlichte einige Snafu-Cartoons als Bonus-Material im Rahmen der Looney Tunes Golden Collection, in Deutschland erschien der Cartoon Spies auf der DVD Looney Tunes All-Stars: Ihre ersten Cartoons Vol. 1.